# DeKalb (Illinois)
DeKalb é uma cidade localizada no estado americano de Illinois, no Condado de DeKalb.

## Demografia
Segundo o censo americano de 2000, a sua população era de 39.018 habitantes.
Em 2006, foi estimada uma população de 42.559, um aumento de 3541 (9.1%).

## Geografia
De acordo com o United States Census Bureau tem uma área de
32,7 km², dos quais 32,7 km² cobertos por terra e 0,0 km² cobertos por água. DeKalb localiza-se a aproximadamente 268 m acima do nível do mar.

## Localidades na vizinhança
O diagrama seguinte representa as localidades num raio de 20 km ao redor de DeKalb.